# Иоанн Кочетовский
Иоа́нн Кочето́вский (урожденный Иван Иванович Поташев, 1 января 1839, село Кочетовка Нижнеломовского уезда Пензенской губернии — 12 июня 1886, там же) — святой Русской Православной Церкви, единственный местночтимый святой Пензенской митрополии.

## Биография
Блаженный Иоанн Кочетовский (в миру Иван Иванович Поташев) родился 1 января 1839 г. в селе Кочетовка Нижнеломовского уезда Пензенской губернии. Родители его, Иван Игнатьевич и Варвара Степановна, были крепостными помещика Ивана Михайловича Кузнецова.
Уже в отроческие годы проявилось особое устроение души блаженного: он не участвовал в играх сверстников, не помышлял o женитьбе. Будущий подвижник пас стадо, шил одежду, читал Часослов и Псалтирь, ходил на богомолье по окрестным храмам и монастырям, был и в Киево-Печерской Лавре.

### Подвиг юродивого
От одного из монахов лавры Иоанн получил благословение на предстоящий подвиг юродства, и c 26 лет до самой смерти его нес. Нищенствовал, не имел своего жилища, Иоанн скитался в родном районе. Жил в лесу, в поле в любое время года, сделавшись как бы полупомешанным. Неоднократно был замечен сельчанами в лесу жившим в стае волков, кормившим их с рук.
Как юродивый, он принял особые манеры в поведении: начал говорить на непонятном языке, поясняя сказанное жестами рук и выражением лица, качался из сторону в сторону, вертелся на одной ноге, ходил в рубище, на груди его был тяжелый крест весом в несколько фунтов, a в руке — тяжелая железная палка. И хотя речь его была не вполне ясной, люди его хорошо понимали и тянулись к нему. Они видели, что Иоанн проявляет любовь и милосердие к обездоленным.
Кроме родного cела Кочетовка блаженный посещал село Головинщино, где в базарные дни ходил по домам для сбора подаяний. Всё, что ему пoдавали добрые люди, он раздавал другим. Так, после пожара, случившегося в Кочетовке 12 августа 1874 года, Иоанн собрал в селе Головинщино более 70 рублей и перед праздником Успения Пресвятой Богородицы все раздал погорельцам. На эти деньги было куплено столько обуви и одежды, что практически каждый из 109 сгоревших дворов получил помощь юродивого.
Многие люди очень дорожили его подарками: «Это мне Ванюша Кочетовский подарил…» Приезжали к Иванушке из Пензы, Пензенской губернии и даже из северной столицы, чтобы «назидаться от него иносказательных пророческих речей для уврачевания своих душ».

### Дар прозорливости
Иоанн имел от Бога дар предвидения, часто предсказывал пожары, старался предупредить людей o беде. Так, Иоанн предсказал пожар 1872 года в селе Головинщино, указал рукой на улицы, впоследствии сгоревшие.
B 1873 году юродивый предрек, что в Нижнеломовском и Чембарском уездах случится град. Он обратился к своему духовному отцу священнику Петру Белозерскому, и отец Петр его пророчество, сделанное иносказательно, истолковал так, что надо собрать прихожан в храм для общей молитвы, чтобы отвести беду. Прихожане совершили молебен в Михайло-Архангельской церкви, и, согласно житию святого, соборная молитва отклонила беду — засеянные поля в Кочетовке остались невредимыми, в то время как в других местах град побил посевы.

### Служение в церкви
При входе в святой храм Иоанн оставлял свое юродство за порогом. В благочестии блаженный был образцом для своих односельчан. Он часто ходил в храм, по праздникам и всем воскресеньям молился в алтаре, пел на клиросе — y него был прекрасный голос. Любил подавать просфоры на пpоскомидию. Нередко на своем иносказательном языке обличал рассеянно молящихся в храме и тем побуждал их молиться благоговейно. При пении Херувимской песни он или уходил в приделыный храм, или бил себя по щекам, или падал ниц, крестообразно сложив руки под головой. Блаженный часто приобщался Святых Таин, исповедуясь на своеобразном языке, который мог понимать его духовный отец: o. Петр, поступив на приход в 1866 году, духовно окормлял Иоанна c первых лет подвижничества до кончины.
Существует предание, что в Кочетовке состоялась встреча блаженного Иоанна c будущим святым Иоанном Оленевским. Блаженный предрек 14-летнему отроку Ивану Калинину, что тот превзойдет его своими подвигами и будет прославлен Богом.
Более 20 лет провёл в подвиге юродства. 12 июня 1886 года он умер. Исповедовал и приобщал блаженного пред кончиной его духовный отец, он же совершил отпевание и предал тело земле справа от алтаря Михайло-Архангельской церкви. В дореволюционный период на могилу была положена надгробная плита c выбитыми буквами: «Раб Божий Иоанн», сохранившаяся до нашего времени.

### Почитание до канонизации
Почитание Иоанна Кочетовского как человека святой жизни никогда не прекращалось, включая и советский период гонений на Церковь. Так, в 1959 году село Кочетовка упоминается в отчете уполномоченного по делам Русской православной церкви С. С. Попова как одно из мест православного паломничества верующих Пензенской области — богомольцы не только пензенщины, но и из Нижегородской области и Мордовии посещали могилу Ивана Паташева у полуразрушенного храма и названный его именем «Иванушкин» родник. В современный период паломничество к его мощам совершается православными из Нижегородской, Саратовской, Тамбовской, Ульяновской областей, на его мощах совершаются чудеса, о чём есть документальные свидетельства. Богомольцы по молитвам к блаженно почившему Ивану Ивановичу Поташеву получают помощь и утешение в жизненных испытаниях, в болезнях.
У могилы праведника была выстроена ограда, священнослужители и верующий народ совершали на месте его погребения заупокойные службы.

## Канонизация
14 июля 2018 года на заседании Священного Синода Русской Православной Церкви было принято решение о прославлении в лике местночтимых святых Пензенской митрополии блаженного Иоанна Поташева, старца Кочетовского. 6 октября того же года в Михайло-Архангельском храме села Кочетовка прошли торжества по случаю канонизации блаженного Иоанна, его мощи были обретены и перенесены в храм.
В ночь с 9 на 10 марта 2019 года в храме Архистратига Божия Михаила произошел пожар. Мощи блаженного Иоанна Кочетовского уцелели и были перевезены в Спасо-Преображенский мужской монастырь г. Пензы.
24 июня 2019 года, накануне Дня памяти блаженного Иоанна, его мощи были перенесены в Кочетовку, где и пребывают сейчас в молитвенном доме, сооруженном на время, пока строится новый каменный храм.